# Бане-Мазурске (гмина)
Бане-Мазурске (пол. Banie Mazurskie) — сельская гмина (волость) в Польше, входит как административная единица в Голдапский повят, Варминьско-Мазурское воеводство. Население — 4033 человека (на 2004 год).

## Демография
Данные по переписи 2004 года:
| Перепись                       | Всего   | Всего | Женщины | Женщины | Мужчины | Мужчины |
| ------------------------------ | ------- | ----- | ------- | ------- | ------- | ------- |
| Единицы                        | человек | %     | человек | %       | человек | %       |
| Население                      | 4033    | 100   | 2026    | 50,2    | 2007    | 49,8    |
| Плотность населения (чел./км²) | 19,7    | 19,7  | 9,9     | 9,9     | 9,8     | 9,8     |

## Сельские округа
1. Бане-Мазурске
2. Домбрувка-Польска
3. Гродзиско
4. Грыжево
5. Ягеле
6. Ягочаны
7. Кежки
8. Лисы
9. Мичулы
10. Медунишки-Мале
11. Обшарники
12. Рогале
13. Сапалувка
14. Скалишкеймы
15. Сурмины
16. Сциборки
17. Врубель
18. Завады
19. Земяны
20. Жабин

## Поселения
1. Грунайки
2. Клевины
3. Кульше
4. Мечники
5. Медунишки-Вельке
6. Рапа
7. Старе-Гайдзе
8. Видгиры
9. Вулька

## Соседние гмины
1. Гмина Будры
2. Гмина Голдап
3. Гмина Ковале-Олецке
4. Гмина Круклянки
5. Гмина Позездже